# 米原幸佑
米原幸佑（1986年3月13日—）是日本的演員及藝人。所屬公司是吉本CreativeAgency。出身於大阪府。血型AB型、身高163cm、體重58kg。是RUN&GUN和可可亞男。以及YOSUKE KOSUKE的成員。

## 經歷
原關西小傑尼斯成員。2000年以淺倉大介企劃推出的舞蹈組合D.A.N.K的一員開始演藝活動。2001年，於讀賣電視台的選秀節目『スタパー!!』中與上山龍司、宮下雄也、永田彬等三人組成RUN&GUN，並於同年7月4日，以單曲『LAY-UP!!』出道。2010年4月14日，作為可可亞男。的成員以單曲『甘い罠 苦い嘘、』再次出道。2015年1月28日，與創作歌手坂上庸介以YOSUKE KOSUKE名義發行該團體的出道專輯『IT'S MY WORLD』。目前主要以演員身分活躍在電視、電影以及舞台劇中。

## 人物簡介
- 是RUN&GUN的成員。
- 原可可亞男。成員，在可可亞男。中擔任鼓手。
- 是YOSUKE KOSUKE的成員。
- 興趣是彈吉他、打鼓、彈鋼琴
- 特技是唱歌、武打、舞蹈
- 暱稱是「こうちゃん」。
- 能譜曲寫詞，也曾出版過小說。

## 參與作品

### 電視

#### 戲劇
- 周三PREMIER 世界最強J恐怖SP 日本驚悚夜 蜘蛛女（2004年9月22日、TBS電視台）
- 愛上恐龍妹（2006年4月～6月、12月、富士電視台） 飾演 吉田幸佑
- 海倫和潔的故事（2006年8月29日、日本電視台） 飾演 田中
- 山女壁女（2007年7月～9月、富士電視台） 飾演 森田吾郎
- 天堂搖滾 ～Heaven's Rock～（2010年7月～9月、關西電視台）飾演 ユウサク
- 黑金丑島君 最終回（2010年12月14日、毎日放送） 飾演 スグル
- 新難波帝王（2013年1月5日、關西電視台） 飾演 長谷川
- 周三推理9（東京電視台）
  - 「淺草下町通派出所 帶子巡查的偵辦日誌1」（2013年7月24日） 飾演 加地拓
  - 「淺草下町通派出所 帶子巡查的偵辦日誌2」（2014年6月4日） 飾演 加地拓

#### 音樂節目
- AX MUSIC FACTORY（日本電視台）
  - 2001年7月6日
  - 2001年8月2日
  - 2001年9月19日
  - 2001年12月13日
  - 2002年1月17日
  - 2002年1月31日
  - 2002年2月7日
  - 2002年2月14日
  - 2002年2月21日
  - 2002年2月28日
  - 2002年3月7日
  - 2002年3月14日
  - 2002年3月21日
- HEY!HEY!HEY!（2001年7月30日、2002年1月28日、富士電視台）
- MelodiX!（東京電視台）
  - 2001年8月7日
  - 2001年12月25日
  - 2002年7月12日
- 倫敦音楽館 Lon-mu（2001年12月11日、東京電視台）
- saku saku（神奈川電視台）
  - 2001年12月17日週
  - 2002年7月15日週
  - 2003年2月17日週
  - 2003年7月7日週
- AX MUSIC-TV（日本電視台）
  - 2002年7月19日
  - 2002年12月6日
  - 2003年3月7日
  - 2003年5月30日
- POP JAM（2003年3月1日、NHK）
- 音エモン（2010年9月24日、關西電視台）
- Mu-Jack（2010年11月5日、關西電視台）
- 音エモン（2010年12月3日、關西電視台）
- ハッピーMusic（2011年5月6日、日本電視台）
- 音エモン（2011年5月13日、關西電視台）
- マニアマニエラ（2011年5月18日、西日本電視台）
- Mu-Jack（2011年5月20日、關西電視台）

### 電影
- ROUTE58（2003年、導演：倉持健一） 飾演 知念貴志
- YOSHIMOTO DIRECTOR'S 100  ～100個人一起拍電影～ 夢想不是人生的全部（2007年7月、導演：笑福亭松之助）
- 完全沒問題（2008年1月、導演：藤田容介）
- 重金搖滾雙面人（2008年8月、導演：李闘士男）
- 灣岸競速 THE MOVIE（2009年9月、導演：室賀厚） 飾演 高橋正輝
- HERO SHOW（2010年5月、導演：井筒和幸） 飾演 香川勉
- 無用男之城（2012年11月、導演：犬童一心、樋口真嗣） 飾演 權平
- R-18文學賞vol.1 自繩自綁的我（2013年2月、導演：竹中直人）飾演 櫻井達也
- 無法觸碰的愛（2014年5月、導演：天野千尋）飾演 嶋俊亞紀
- ガチバン NEW GENERATIN（2015年1月、導演：元木隆史）
- 人狼處刑遊戲（2015年3月、導演：ギヨーム・トーブロン）飾演 新名
- Killing Curriculum 人狼處刑遊戲 序章（2015年8月、導演：古厩智之）飾演 新名

### 舞台劇
- 吉本興業×激彈BKYU『Out Of Date』（2004年）
- 劇團赤鬼 with RUN&GUN『Prisoner#5』（2004年11月26日～28日）
- 『RUN&GUN -再編- theater odyssey 05-06 成人的娛樂』（2005年6月～2006年3月）
- 大阪府主辦『OSAKA HEAVEN』（2006年）
- 音樂劇『飛輪少年』
  - 首演（東京：2007年1月7日～14日、大阪：1月19日～21日）飾演 哈姆雷特
  - vs. BACCHUS Super Range Remix（2007年5月3日～8日）飾演 羅密歐
  - vs. BACCHUS Top Gear Remix（2010年4月9日～16日）飾演 哈姆雷特
- RUN&GUN Stage
  - 『BLUE SHEETS』（東京：2008年1月9日～20日、大阪：1月26日～27日）
  - 『YooSoRo!～改變了改變日本的人們的人們～』（神戸：2008年10月17日～19日、東京：10月22日～26日）
  - 『以我們的力量還能再拯救世界幾次呢』（東京：2010年2月17日～22日、大阪：2月25日～27日）
- 瑪麗亞・瑪格達蕾娜來日公演『魔愚墮裸的瑪麗亞』飾演 迷迭香
  - ～瑪麗亞小姐的Mad(Apple)Tea Party～（2008年11月12日～16日）
  - ～瑪麗亞小姐的夢想是在晚上開張！魔愚墮裸屋終於開店了～（大阪：2010年8月6日～8日、東京：2011年8月12日～22日）
  - ～瑪麗亞小姐的Mad(Apple)Tea Party(Reprise!)～（東京：2011年5月25日～29日、兵庫：6月3日～5日）
  - ～魔愚墮裸屋・戀愛的無事生非～（大阪：2011年10月8日～10日、東京：2011年10月15日～23日）
  - 『魔愚墮裸LIVE！！』（2012年6月18日〜20日　SHIBUYA-AX）
  - 『魔愚墮裸LIVE！！2013』（2013年6月29日〜30日　SHIBUYA-AX）
- 舞台『DUST』（2009年1月14日～27日）
- 舞台劇『幻影天使』（2009年2月26日～3月8日）
- 舞台劇『PEACE MAKER鐵』（2009年5月6日～10日）飾演 北村鈴
- 京橋花月×劇團赤鬼『FAKE HEART』（2009年5月11日～26日）
- 舞台劇『戀人是透明人』（2009年7月8日～12日）
- 『謝謝！蚱蜢』（2009年10月10日～11日）
- THE RUN&GUN HORROR SHOW『酒神的宴會』（2011年2月2日～6日）
- 『MEN-tertainment』
  - 『MEN-tertainment』（東京：2011年6月15日～26日、大阪：9月17日～18日）
  - 『MEN-tertainment 2012 SPECIAL LIVE』(2012年5月29日～30日)
- THE RUN&GUN Natale SHOW『酒神的聖夜』（2011年12月14日～25日）
- 即興表演EVENT『Action Vol.3』(2012年4月20日)
- SORARINE。#3　『人魚公主』(2012年5月16日～20日)
- 劇團TEAM-ODAC第10回公演『浮游的不fit的人們』(2012年7月26日～30日)
- MASH UP! vol.3 (2012年9月1日～2日）只於2日出場
- 『Corpus Christi 聖骸』　(2012年9月6日～17日)
- 朗讀劇『尾巴的夥伴們』　(2012年12月)
- 音樂劇『熱帶男子』（2012年2月7日〜17日）
- 男子ing!!（2012年3月8日〜17日）
- 『BOYS★TALK』飾演 ソウちゃん
  - 第一彈（2013年6月　全勞濟HALL SPACE ZERO）
  - 第二彈（2014年12月25日～28日　新宿FACE）
- 『Santa Claus Con-Game』～外傳布達思的大冒險～（2013年7月　池袋OWLSPOT）飾演 トゥーリ
- 『CLUB SLAZY』飾演 Cool Beans 
  - 首演（2013年9月25日～29日　新宿FACE）
  - 『CLUB SLAZY The 2nd invitation～Sapphire～』（2013年12月6日～15日　全勞濟HALL SPACE ZERO）
  - 『LUV SLAZY』（2014年4月　DUO music exchenge）
  - 『CLUB SLAZY The 3rd invitation ～Onyx～』（2014年10月8日～10月13日　草月HALL）
  - 『LUV SLAZY II』（2015年4月10日～11日　惠比壽LIQUIDROOM）
  - 『CLUB SLAZY The 4th invitation～Topaz～ 』（東京：2015年12月9日～12月20日　全勞濟HALL SPACE ZERO、大阪：2015年12月25日～12月27日　ABC HALL）
  - 『Club SLAZY The Final invitation ～Garnet～』（2016年12月7日～12月13日　品川王子大飯店 Club eX）
  - 『Club SLAZY SPECIAL LIVE 2016』（2016年12月29日～12月31日　梅田藝術劇場Theater Drama City）
- 米原幸佑主演舞台『黎明浪漫譚』(2013年1月7日～12日 吉祥寺THEATRE)
- 『媽媽和我們～不想讀書的BABYS～』
  - （2014年5月2日～5月11日　AiiA Theater Tokyo）
  - （2015年2月21日～3月1日　AiiA Theater Tokyo)
- 東京猜拳Vol.3『COMIC・POTENTIAL』（2014年7月2日～7月6日　赤坂RED/THEATER ）飾演 アダム
- TEAM CAT MINT#5『The Kaidan 阿爾卑斯一萬尺　Final」』（2014年7月30日～8月3日　新宿Theatre Sunmall ）
- EMUKICHI-BEAT音劇　『朱和煤　aka to kuro』（特別客座演出）（2014年11月　吉祥寺THEATRE）
- SORARINE。#15『人魚公主』（2014年11月26日～30日　相鐵本多劇場）飾演 デプシ
- VIVID CONTACT 
  - -The just- (2015年1月7日～11日　中野THE POCKET)
  - -re:born- （客座演出）(2016年1月8日～10日　中野THE POCKET)
- TEAM CAT MINT#6『Agartha的彩虹』（客座演出）（2015年1月30日　中目黒Kinkero Theatre）
- 『帥氣落語』
  - 第五幕（東京凱旋公演2015年3月10日～15日　CBGK!!シブゲキ）
  - 第六幕（東京公演2015年6月13日～21日　CBGK!!シブゲキ）
  - 第八幕（東京：2016年11月1日～11月6日　CBGK!!シブゲキ、大阪：2016年11月11日～11月13日　TEIJIN HALL）
- 劇團TEAM-ODAC第16回本公演　『MOON ＆ DAY～淘氣貓～』 （2015年5月2日～6日　全勞濟HALL SPACE ZERO）
- WATARoom Produce　『告訴你男人哭泣的理由「4649」』（客座演出）（2015年5月7日 19：30晚場　THEATRE BONBON）
- 舞台劇『瀧口炎上』（2015年5月29日～30日　明治座）
- TOKYO七福神GEKIJO Speedy Shocking Surprised Live　『七夕JUNCTION』（2015年7月8日～12日　博品館劇場）飾演 蔦屋重三郎
- 『WATARoom　SUMMER　FESTIVAL』（2015年7月18日～20日　THEATRE BONBON）
- TEAM CAT MINT#8公演 『Agartha的鮮花』（2015年7月22日～26日　俳優座劇場）
- EMUKICHI-BEAT企劃公演『芥川龍之介 地獄變』（大阪：2015年8月29日～30日　一心寺THEATRE、東京：2015年9月2日～6日　SUN-MALL STUDIO）
- 『人狼TLPTxPSYCHO-PASS～INNOCENT MURDERER(純潔的殺人者)～』（2015年9月23日～10月4日　THEATER SUN-MALL）
- 舞台劇『新釋・六文錢～真田十勇士傳說～』（2015年10月28日～11月3日　全勞濟HALL SPACE ZERO）飾演 穴山小助
- 舞台劇『SHOW BY ROCK!!　MUSICAL　～歌唱吧家畜們！深紅色的墮天革命默示錄！～』（2016年2月11日～16日　Zepp Blue Theater六本木）飾演 クロウ
- カナタ　アナザー公演「カナタNEXT」（2016年2月27日～28日　LAST WALTZ）
- 朗讀劇『超譯文學～我是貓～』（2016年3月19日～20日　中央區立日本橋公會堂）
- 『Cherry Boys』（2016年4月13日〜17日　博品館劇場）
- 音樂劇『魔界王子 devils and realist』（2016年6月1日～5日　全勞濟HALL SPACE ZERO）飾演 カミオ(卡米奧)
- PUBLIC∴GARDEN!『HUSHA-BY』（大阪：2016年6月24日～6月26日　一心寺THEATRE、東京：2016年6月29日～7月3日　SUN-MALL STUDIO）
- 七夕JUNCTION～昭和篇～ 『偵探遊戲和溫柔的謊言』（2016年8月3日～8月7日　博品館劇場）飾演 蔦屋平九郎
- 『荒野的李爾』（9月14日～19日　吉祥寺THEATER、9月22日　長野市芸術館Act Space、10月1日～2日　京都芸術劇場 春秋座、10月8日　長久手市文化之家 風之會館、10月15日～16日　KAAT神奈川芸術劇場）飾演 弄臣/寇蒂莉亞
- 舞台劇『我的小牛郎 REBORN』（東京：2017年1月11日～1月22日　Sunshine Theatre、大阪：2017年6月29日～7月3日　森之宮Piloti Hall、愛知：2017年6月29日～7月3日　東海市藝術劇場Large Hall）飾演 茶茶彥
- 『增田幸助劇場 搞笑漫畫日和』（2017年2月15日〜2月21日　Laforet Museum原宿）飾演 堀部安兵衛
- On Stage『深夜裡的彌次與喜多』雙（2017年6月21日〜6月25日　全勞濟HALL SPACE ZERO）

### 演唱會
- ワンマンライブ「o-ing?-U」（2013年1月14日）
- アコースティックライブ（2013年4月29日　渋谷J-POPカフェ　グラシス バイ ジェイポップカフェ）
- 「TK道」（出場：米原幸佑、井出卓也）（2013年10月6日　J-POP CAFE SHIBUYA Glasis）
- サカフェストーキョー年忘れホッとするカウントダウンLIVEっ！！（2013年12月31日　青山月見る君想フ）
- アコースティクライブ おひとりさま （2014年3月31日　下北沢440）
- ヨースケ、コースケ アコースティックぶらり旅 ツアー（出場：サカノウエヨースケ・米原幸佑）
  - （兵庫 2014.5.23 尼崎 LIVE SHOT BLANTON）
  - （大阪 2014.5.24 MAMBO　CAFE）
  - （東京 2014.5.30 中目黒oops、2014.6.1 渋谷LOOP annex ）
- ヨースケ・コースケ アコースティックぶらり旅ツアーDX!（出場：サカノウエヨースケ・米原幸佑）（2014年9月7日　原宿ASTRO HALL）
- MUSIC for LIFE SCHOOL @IID世田谷ものづくり学校（出場：サカノウエヨースケ・米原幸佑）（2014年10月19日　IID世田谷ものづくり学校）
- アコースティック&トークイベント「おひとりさまin大阪」2014年12月13日 MANBO CAFÉ）
- ワンマンlive2014 君想フ（2014年12月15日　青山月見ル君想フ)
- 米原幸佑30th birthday LIVE「10代」「20代」（2016年3月13日　原宿アストロホール)

### 網路直播節目
- アンティノスてれび!?（2003年5月22日、2003年7月17日）
- ひかり荘（2005年12月26日～2007年10月28日、casTY）
- ヨシモト∞（2006年3月26日～2007年4月1日、2007年12月14日、Y∞Y動画、Gyao!、ヨシモトファンダンゴTV）
- とりあえず生中(三杯目)（2010年9月13日、Niconico動畫）
- おとちぇき!（2011年1月11日、Niconico動畫）
- 人気グループ!RUN&GUNとニコニコ電話（2011年1月26日、Niconico動畫）
- ミュージックニコ電★ココア男。とニコニコ電話（2011年2月10日、Niconico動畫）
- コカ・コーラ Presents ココア男。★ハッピーバレンタインLIVE生中継（2011年2月13日、Niconico動畫）
- ココア男。に愛の告白★バレンタイン ニコ電（2011年2月14日、Niconico動畫）
- ミュージックニコ電☆ココア男。×無限男子とニコニコ電話（2011年3月17日、Niconico動畫）
- 「MEN-tertainment～メンタメ2011～」開催決定記念記者発表の様子を生中継！（2011年4月24日、Niconico動畫）
- ココア男。の俺たち、メンタメ男。（2011年4月～6月、Niconico動畫）
- S.H.B（スペシャル.ハッピー.バースデー） ～鉄砲玉の宴～ ※デカレンジャーのS.P.Dとかけてみたよ^^（2011年8月16日、Niconico動畫）
- a-nation for Life 東京公演 "a-park STAGE" 生中継 2日目（2011年8月28日、Niconico動畫、Ustream）
- 【昼公演】劇場型エンターテイメント『MEN-tertainment』大阪公演を生中継！（2011年9月18日、Niconico動畫）
- 【夜公演】劇場型エンターテイメント『MEN-tertainment』大阪公演を生中継！（2011年9月18日、Niconico動畫）
- よしログ（2011年11月30日、Gyao!）
- 『ニコ&RUN』(2013年11月～、Niconico動畫)
- スマボch「花の！85年組！」(2015年10月26日～、Niconico動畫)於第三回放送初次登場

### 廣播節目
- pop up inc.（FM大阪）
- RUN&GUNのランランガンガン大集GO!（東北放送）
- オレたちもっとやってま〜す（MBSラジオ）
- tre-sen（2010年9月3日、FMヨコハマ）
- SUNNYSIDE BALCONY（2010年9月16日、αステーション）
- MUSIC COASTER（2010年9月16日、FM大阪）
- 土曜日レディ（2010年10月2日、NHK-FM）
- 脳misoknow!（2011年4月24日、bayfm）
- 脳misoknow!（2011年5月1日、bayfm）
- RADIO DRAGON（2011年5月30日、TOKYO FM）
- 5up よしもと ガチモリ（2011年6月30日、ラジオ大阪）
- happiness!!（2011年7月28日、FM大阪）
- tre-sen（2011年8月5日、FMヨコハマ）
- 5up よしもと ガチモリ（2011年8月8日、ラジオ大阪）
- ラジオよしもと むっちゃ元気スーパー!（2011年8月9日、ラジオ大阪）
- K-WEST ENTAME GENERATION（2011年8月24日、bayfm）
- 所沢航空記念公園 presents HITS! THE TOWN SPECIAL（2011年10月1日、NACK5）
- あつまれ!MUSIC COASTER（2011年12月6日、FM大阪）
- 5up よしもと ガチモリ（2011年12月6日、ラジオ大阪）
- ONCE（2012年1月10日、JFN）

### 網路直播廣播節目
- RUN&GUN Podcast「RUN&GUN SPOT」（2009年2月 - 不定期播出、RUN&GUN官網）

## 作品

### 單曲

#### メンタメ・オールスターズ
- 笑顔のために（2011年6月22日發行）

#### 個人名義
- I love youで（2013年12月25日發佈）
- sky high（2013年12月25日發佈）
- 約束（2014年8月13日發佈）
- darling（2014年8月20日發佈）
- アードウルフ（2014年11月26日發佈）

### 專輯

#### 其他
- 音樂劇『飛輪少年』（2007年4月25日發行）
- 音樂劇『飛輪少年』Chara & Team Vocal 1 Team 小烏丸 VS Team BACCHUS（2007年4月25日發行）
- 音樂劇『飛輪少年』vs. BACCHUS Super Range Remix（2007年8月1日發行）
- DUST（2009年4月1日發行）
- こどものうた～ドンスカパンパンおうえんだん～（2009年6月24日發行）
- TOWER KIDS こどものうた ベストヒット![Limited Edition] （2009年7月22日發行）
- 2009 はっぴょう会4 侍戦隊シンケンジャー（2009年8月5日發行）
- こどものうた 111スペシャル!（2009年11月18日發行）
- 2010 うんどう会3 ～キッズたいそう～ ライオンほえる（2010年3月3日發行）

### VHS
- “BLUE JOURNEY” the another story of ROUTE58 Featuring RUN&GUN（2003年5月2日發行）
- memory of voyage（2003年8月6日發行）

### DVD
- Alley-oop（2002年9月19日發行）
- memory of voyage（2003年8月6日發行）
- SUMMER TOUR 03 -BLUE JOURNEY- 8.20 SHIBUYA AX（2004年3月3日發行）
- THE3名様（2006年發行）
- 音樂劇『飛輪少年』（2007年5月1日發行）
- 音樂劇『飛輪少年』vs. BACCHUS Super Range Remix（2007年8月25日發行）
- The 南瓜葡萄酒 Another（2007年10月26日發行）
- RUN&GUN Stage「BLUE SHEETS」（2008年4月23日發行）
- CASINO2（2008年7月25日發行）
- RUN&GUN Stage『YooSoRo!～改變了改變日本的人們的人們～』（2009年2月11日發行）
- 舞台版「DUST」（2009年4月1日發行）
- 『魔愚墮裸的瑪麗亞』～瑪麗亞小姐的Mad(Apple)Tea Party～（2009年4月4日發行）
- 舞台劇『戀人是透明人』（2009年10月23日發行）
- RUN&GUN Stage『以我們的力量還能再拯救世界幾次呢』（2010年6月30日發行）
- 音樂劇『飛輪少年』vs. BACCHUS Top Gear Remix（2010年7月15日發行）
- 天堂搖滾 ～Heaven's Rock～（2010年10月20日発売）
- 『魔愚墮裸的瑪麗亞』～瑪麗亞小姐的夢想是在晚上開張！魔愚墮裸屋終於開店了～（2010年11月26日發行）
- MEN-tertainment～メンタメ 2011～（2011年9月7日發行）
- MOTEL～欲しがる男女のモテ学～ DVD-BOX（2011年10月5日發行）
- 『魔愚墮裸的瑪麗亞』～魔愚墮裸屋・戀愛的無事生非～（2012年3月21日發行、東映）
- 『魔愚墮裸LIVE！！』（2012年11月21日發行、東映）
- 『CLUB SLAZY』（2013年12月20日發行、CLIE）
- 『CLUB SLAZY The 2nd invitation～Sapphire～』（2014年4月16日發行、CLIE）
- Making Of「無法觸碰的愛」觸動想法的瞬間(2014年4月16日發行、波麗佳音）
- 電影『無法觸碰的愛』(2014年9月17日發行、波麗佳音）
- 『CLUB SLAZY The 3rd invitation ～Onyx～』（2015年4月7日發行、CLIE）
- 舞台劇『SHOW BY ROCK!!　MUSICAL　～歌唱吧家畜們！深紅色的墮天革命默示錄！～』(2016年5月18日發行、波麗佳音）
- 『Cherry Boys』(2016年8月5日發行、Birdland Music Entertainment）
- 音樂劇『魔界王子 devils and realist』（2016年10月26日發行、CLIE）
- 『帥氣落語時光』（2017年3月1日發行、CLIE）
- 『魔愚墮裸LIVE！！2013』（2017年3月8日發行、東映）
- 『CLUB SLAZY The Final invitation～Garnet～』（2017年5月31日發行、CLIE）
- 『CLUB SLAZY SPECIAL LIVE2016』（2017年5月31日發行、CLIE）

### Blu-ray
- 電影『無法觸碰的愛』(2015年10月21日發行、波麗佳音）

### 書籍
- フライングメロン（2007年4月24日發行、講談社） ISBN 978-4062140263 ※與上山竜司合著
- TEAM!チーム男子を語ろう朝まで!（2008年2月20日發行、太田出版） ISBN 978-4778311056
- 働くMen's写真集　Work-ish（2008年3月27日發行、幻冬舍） ISBN 978-4344812765
- 今夜ウォッカが滴る肉体（2009年3月28日發行、講談社） ISBN 978-4062151283 ※著作名義為望月佑
- ヘヴンズ・ロック ～Heaven's Rock～ 公式フォトブック（2010年8月26日發行、Gakken Plus） ISBN 978-4054046825

## 外部連結
- 米原幸佑於吉本CreativeAgency的個人簡介 （页面存档备份，存于）(日文)
- RUN&GUN官方網站(日文)
- 米原幸佑的X（前Twitter）